# Colle Umberto
Colle Umberto é uma comuna italiana da região do Vêneto, província de Treviso. Segundo estimativa de 2008, a população da comuna era de de 5 129 habitantes. Estende-se por uma área de 13 km², tendo uma densidade populacional de 352 hab/km². Faz fronteira com Cappella Maggiore, Conegliano, Cordignano, Godega di Sant'Urbano, San Fior, Vittorio Veneto.

## Demografia
| Variação demográfica do município entre 1861 e 2011                               |
|                                                                                   |
| Fonte: Istituto Nazionale di Statistica (ISTAT) - Elaboração gráfica da Wikipedia |